# Хиетанен, Юусо
Юусо Хиетанен (фин. Juuso Hietanen; род. 14 июня 1985, Тавастгус) — финский хоккеист, защитник. Воспитанник клуба ХПК. Чемпион мира 2022 года в составе сборной Финляндии.

## Карьера
Юусо Хиетанен начал свою профессиональную карьеру в 2003 году в составе родного ХПК, выступая до этого за молодёжный состав клуба. В клубе из Хямеэнлинны Юусо выступал до 2007 года за исключением короткого отрезка в сезоне 2004/05, когда он был в аренде в клубах «Хаукат» и «Пеликанс». В 2006 году Хиетанен стал чемпионом страны, а уже в следующем году, сразу после второй бронзовой медали финского первенства, Юусо принял решение подписать контракт с клубом Шведской элитной серии «Брюнес», в составе которого за три сезона он провёл 173 матча, в которых набрал 80 (22+58) очков. 6 мая 2010 года Хиетанен заключил соглашение с другим шведским клубом ХВ71, в составе которого в сезоне 2010/11 он набрал 34 (10+24) в 59 проведённых матчах.
6 апреля 2011 года Юусо перешёл в нижегородское «Торпедо», однако перед самым началом сезона он сломал палец, поэтому сумел дебютировать в КХЛ лишь 27 сентября в проигранном со счётом 2:5 матче против челябинского «Трактора». 1 ноября в матче против новосибирской «Сибири», который завершился победой нижегородцев со счётом 4:3, Хиетанен забросил свою первую шайбу в лиге.
1 мая 2015 года перешел в московское «Динамо».
1 мая 2021 года расторг контракт с московским клубом.

### Международная
В составе сборной Финляндии Юусо Хиетанен принимал участие в молодёжном чемпионате мира 2005 года, а также чемпионате мира 2010, на котором он провёл 2 матча. Также Юусо регулярно призывается под знамёна сборной для участия в матчах Еврохоккейтура.
На чемпионате мира 2012 был основным защитником сборной Финляндии, играя в паре с Микко Мяенпяя. Набрав 5 очков, был признан одним из трёх лучших игроков команды на турнире. На Олимпийский Играх 2014 года в Сочи выиграл бронзовые медали, в шести матчах набрав одно очко и показатель полезности +4.

## Достижения
- Чемпион Финляндии 2006.
- Бронзовый призёр чемпионата Финляндии 2005, 2007.
- Бронзовый призёр Олимпийских игр 2014.
- Бронзовый призёр чемпионата России 2019/20.
- Олимпийский чемпион 2022 года.
- Чемпион мира 2022 года.

## Статистика
| Легенда | Легенда                    | Легенда | Легенда                   | Легенда | Легенда    |
| ------- | -------------------------- | ------- | ------------------------- | ------- | ---------- |
| И       | Количество проведённых игр | Штр     | Штрафное время            | +/−     | Плюс-минус |
| Г       | Голы                       | П       | Голевые передачи          | О       | Очки       |
| -       | Статистика неизвестна      | —       | Статистика не учитывалась |         |            |

### Клубная карьера
- a В этом сезоне в «Плей-офф» учитывается статистика игрока в Кубке Надежды.